# Linnaemya aculeata
Linnaemya aculeata là một loài ruồi trong họ Tachinidae.